# Chữ số hay Lịch sử một Phát minh Vĩ đại
Chữ số hay Lịch sử một Phát minh Vĩ đại là một quyển sách với chủ đề toán học/lịch sử đại chúng của tác giả Geogres Ifrah, nội dung kể về các hệ thống chữ số nổi bật mà con người từng sử dụng. Bản tiếng Việt được thực hiện bởi hai dịch giả Trần Thị Châu Hoàn và Nguyễn Ngọc Tuấn.

## Nội dung
Sách gồm chín chương chính và một chương phụ:
- Chương I: Tiền sử của những con số
- Chương II: Con người đã học đếm như thế nào?
- Chương III: Phát minh cơ số
- Chương IV: Những máy tính đầu tiên
- Chương V: Phát minh chữ số
- Chương VI: Một ngõ cụt: Chữ số Hy Lạp và La Mã
- Chương VII: Viết nhanh hơn: Đơn giản hóa ký hiệu
- Chương VIII: Bước quyết định: Phát minh con Zéro
- Chương IX: Ấn Độ, cái nôi của hệ đếm hiện đại
- Chương 0: Thời đại vàng son của Hồi giáo và những do dự của Châu Âu

Thực chất, "Chữ số hay Lịch sử một Phát minh Vĩ đại" là một phiên bản năm 1985 tóm lược ngắn gọn các tư liệu đã được tập hợp trong quyển sách hơn 2000 trang "Histoire universelle des chiffres" (Lịch sử Chữ số Thế giới) cũng của Geogres Ifrah, xuất bản lần đầu tiên vào năm 1981 và tái bản vào năm 1994. Theo như lời mở đầu của ông, vì mọi nghiên cứu đều biến chuyển, nên trên nhiều điểm, ông đã thêm những lời giải thích rõ ràng chưa được công bố trước đây, đặc biệt là vấn đề lý thú và tế nhị về nguồn gốc chữ số hiện nay, được quen gọi là chữ số Ả Rập, sinh ra từ Ấn Độ cách nay hơn 15 thế kỷ từ sự liên kết có thể đã không xảy ra giữa hành dụng và truyền thống.
Câu chuyện sách kể không theo trình tự tuyến tính của thời gian mà được phân loại và kể theo lối diễn đạt riêng của tác giả, mục đích chính là để người đọc tiếp nhận được quá trình chữ số hình thành theo phương pháp toán học từ đơn giản đến phức tạp. Bốn chương đầu của sách nói về việc đếm, cơ số đếm và bàn tính. Năm chương còn lại và một phụ chương (chương 0) mới là câu chuyện về sự ra đời của một hệ thống các ký tự số
Sách kết thúc bằng một chương kết, điểm qua sơ lược các tập hợp số - sự kế thừa hiển nhiên khi đã có một hệ thống ghi số hoàn chỉnh.

## Đánh giá
Vì chỉ là bản tóm lược của một công trình đồ sộ nên "Chữ số hay Lịch sử một Phát minh Vĩ đại" được viết theo lối diễn giải đơn giản và không đi kèm nhiều chú thích, phụ chú dẫn nguồn khiến cho người đọc có thể có chút băn khoăn khi tiếp nhận thông tin nhưng cũng là cách khơi gợi sự tò mò để người đọc tìm hiểu thêm.

## Sự đón nhận
"Chữ số hay Lịch sử một phát minh vĩ đại" đã dành được sự đón nhận tương đối tốt nhưng không bằng nguyên bản "Histoire universelle des chiffres" (Lịch sử Chữ số Thế giới) của nó. Tuy vậy, sách cũng được dịch ra năm thứ tiếng: Ý, Tây Ban Nha, Bồ Đào Nha, Hà Lan, Việt Nam.

## Kỹ thuật
"Chữ số hay Lịch sử một Phát minh Vĩ đại" chứa nhiều ký tự đặc biệt không thuộc các font chữ phổ thông. Ngoài ra, thời điểm thực hiện sách lại khá lâu trước đây. Vĩ lẽ này, tác giả Geogres Ifrah đã phải vẽ tay mô phỏng lại những ký tự đặc biệt này nhằm thể hiện các chữ số. Nhưng cũng nhờ khó khăn này mà các ký tự được mô phỏng chính xác hơn, căn cứ từ những di vật khảo cổ để lại.